# Бережная (Карелия)
Бережная — деревня в составе Шуньгского сельского поселения Медвежьегорского района Республики Карелия.

## География
Находится на восточном берегу озера Путкозеро, в группе близко расположенных друг от друга деревень в месте выхода из озера реки Путка, которая через несколько километров к северу впадает в Онежское озеро. Севернее реки находятся Батова и Верхняя Путка, южнее — Онтова, Перхина, Ионина Гора, Бережная, Подгорская и Фоминская. Все деревни — жилые, за исключением Иониной Горы (по состоянию на 2013 год), хотя ранее некоторые из них уже имели статус заброшенных (например, по данным за 1989 год, таковыми были Верхняя Путка, Ионина Гора и Фоминская). Бережная — наиболее крупная из деревень данной группы.
Деревня расположена непосредственно у кромки воды. Юго-восточнее, также на берегу — деревня Фоминская, северо-западнее — пристань у деревень Онтовой и Перхиной. Восточный берег Путкозера — низкий, поросший редким лесом. Западный — более высокий и лесистый (сосна), незаселённый. Северо-западнее Бережной на противоположном берегу Путкозера — бывшие населённые пункты Селезневского общества Сайпелда (ныне урочище), Шабалина (или Шабалдина, Шабалдина Средняя) и Щепино (Щепина), юго-западнее — вершины Городок (109 м) и Манина (107,2 м).
В 3,5 км северо-восточнее Бережной — уже берег Онежского озера, вдоль которого проходит трасса Р17 Медвежьегорск — Великая Губа. На расстоянии 3,7 км к юго-востоку — берег озера Падмозеро. Недалеко от берега, в лесном массиве, находится песчаный карьер, рядом с которым ранее располагался асфальтовый завод. Чуть восточнее, через Ионину Гору, проходит просёлочная дорога, отходящая на севере от трассы Р17 и ведущая к расположенным юго-восточнее населённым пунктам Коровниково и Онежены.
Ближайшие крупные населённые пункты: на севере — Бор-Пуданцев (4,5 км), на востоке — Падмозеро (5 км). Расстояние до центра сельского поселения деревни Шуньга — 8 км на северо-запад.

## История
Бережная (ранее использовались наименования Бережская, село Бережское) вместе с Подгорской и Фоминской (также называвшейся Михайловщина) составляла единый «куст» деревень — Паяницы. Паяницы входили в состав Селезневского общества Шунгской волости Повенецкого уезда Олонецкой губернии (по крайней мере, по данным 1905 года). Собирательное название Паяницы до сих пор иногда используется для обозначения всех трёх населённых пунктов. Согласно данным 1905 года, проживали преимущественно крестьяне, имелся скот (лошади, коровы и пр.).
26 февраля 1939 года постановлением Карельского ЦИК в деревне Паяницы была закрыта церковь.

## Население
Численность населения в 1873 году составляла 71 человек (35 мужчин и 36 женщин в 6 дворах), в 1905 году — 61 человек (33 мужчины и 28 женщин в составе 11 семей в 10 дворах).
| 2002 | 2010 | 2013 |
| ---- | ---- | ---- |
| 28   | ↘22  | ↘20  |

Население деревни остаётся относительно стабильным на протяжении длительного времени. В 1989 году оно приблизительно составляло 20 человек. По данным переписи 2002 года, в деревне проживало 28 человек (15 мужчин, 13 женщин), 100 % населения составляли русские.

## Объекты культурного наследия
В окрестностях Бережной находится несколько объектов культурного наследия, часть из них расположена в деревне Фоминской. В самой Бережной находится:
- Деревянная часовня Михаила Архангела XVII—XIX веков, первоначально взятая под госохрану под именем Георгиевской часовни, охраняется с 1974 года[10]. Сама часовня возведена в XVII веке, во второй половине XVIII века осуществлена надстройка трапезной, в конце XIX — начале XX веков произведена обшивка здания. В часовне находились иконы, самые старые из которых датировались XVI веком (в том числе «Чудо Георгия о змие» в 12-ти клеймах, по которой часовня, вероятно, и было первоначально идентифицирована как Георгиевская). Живопись церкви исследовалась в 1961 году, в 1983 году осуществлена реставрация памятника. Часовня является активным градостроительным элементом поселения, будучи расположена на скалистой гряде, характеризуется своеобразием объёмно-планировочного решения — уникальной двухъярусной галереей-звонницей[4]. По крайней мере, по состоянию на 1873 год церковь принадлежала единоверцам[5].
- Братская могила советских воинов, погибших в годы Великой Отечественной войны, охраняется с 1995 года[11]. В могиле, находящейся в центре деревни Бережной, у здания медпункта, захоронены бойцы разведывательной группы НКВД Карело-Финской ССР И. М. Трофимов и С. П. Фёдоров, погибшие в бою на оккупированной территории в районе деревень Паяницы в декабре 1942 года (при этом С. П. Фёдоров был уроженцем Паяниц, а И. М. Трофимов — деревни Перхиной)[12].

Также в районе деревень Паяницы расположена:
- Крепостная гора «Городок» XVI века на западном берегу Путкозера (см. выше), охраняется с 1999 года[10].